# Aschen (Gemeinde Schönbach)
Aschen (früher auch Ascha) ist eine Ortschaft und eine Katastralgemeinde der Gemeinde Schönbach im Bezirk Zwettl in Niederösterreich. Die Ortschaft hat 54 Einwohner (Stand 1. Jänner 2024).

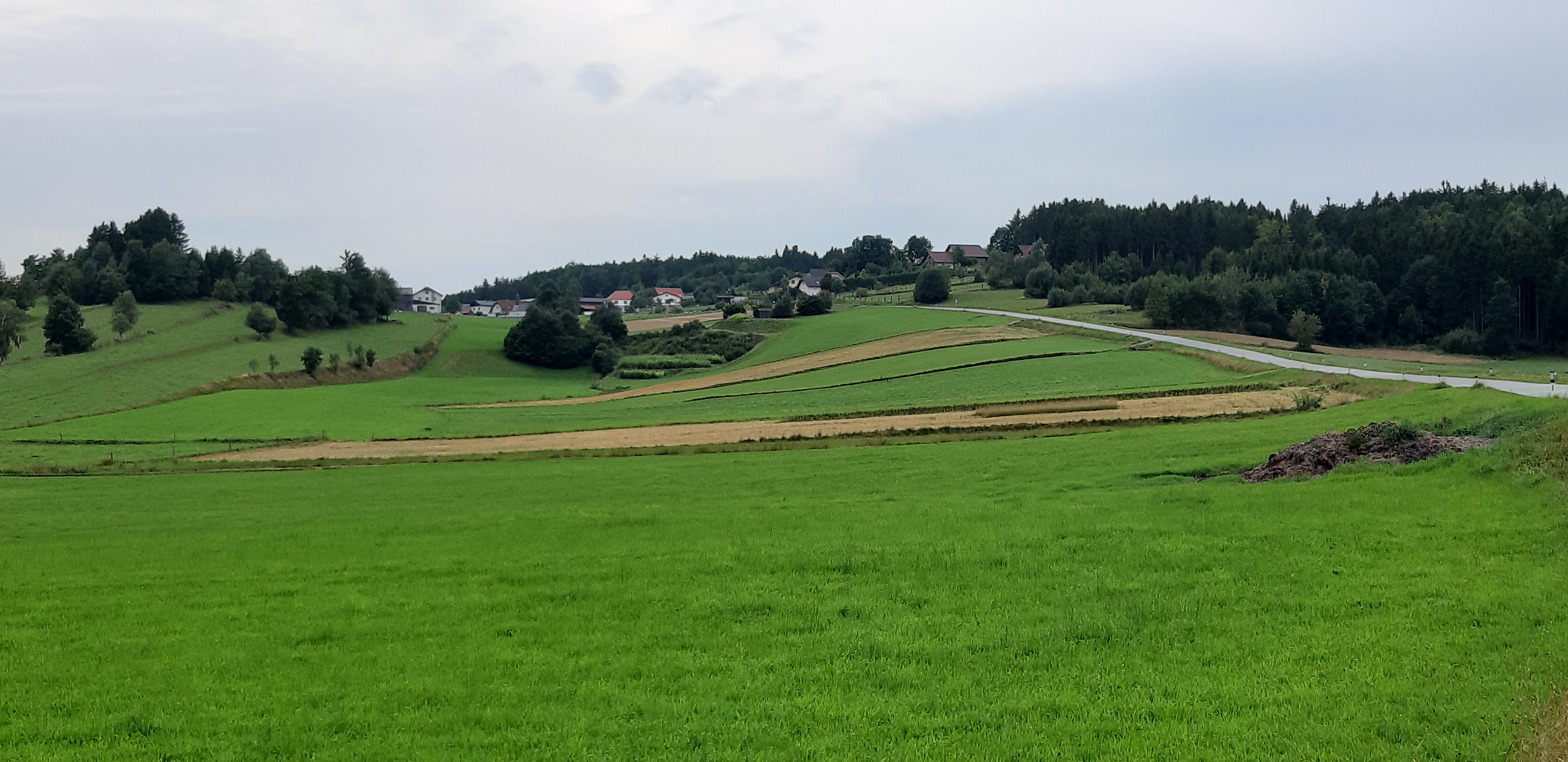
Blick auf den Ort von Osten

## Geographie
Das Dorf liegt südlich des Grötschenwaldes und am Kreuzungspunkt mehrerer Straßen. Zur Ortschaft zählt auch die Einzellage Traxelhof im Nordosten.

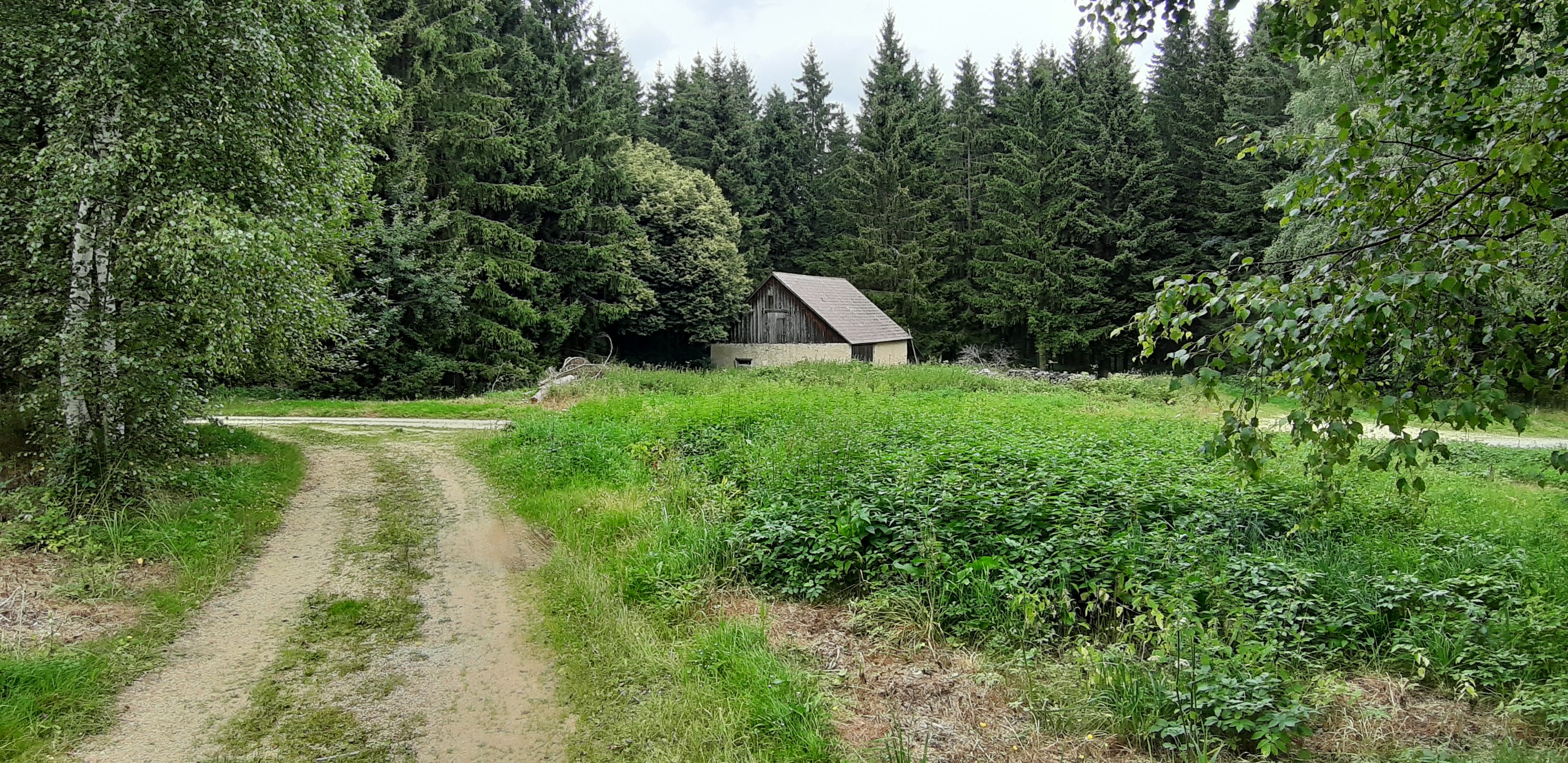
Blick auf die Reste des Traxelhofs

## Siedlungsentwicklung
Zum Jahreswechsel 1979/1980 befanden sich in der Katastralgemeinde Aschen insgesamt 20 Bauflächen mit 6.649 m² und 4 Gärten auf 167 m², 1989/1990 gab es 20 Bauflächen. 1999/2000 war die Zahl der Bauflächen auf 46 angewachsen und 2009/2010 bestanden 32 Gebäude auf 47 Bauflächen.

## Geschichte
Der Ort wurde 1499 zum ersten Mal schriftlich erwähnt, bis 1758 war der Ort der Pfarre Grafenschlag zugeordnet, danach kam er zu Pfarre Traunstein. Im Jahr 1822 wurde der Ort als Dorf mit zehn Häusern genannt, das nach Traunstein eingepfarrt war, wohin auch die Kinder eingeschult wurden. Die Herrschaft Ottenschlag besaß die Ortsobrigkeit, übte die Landgerichtsbarkeit aus, besorgte die Konskription und hatte die Grundherrschaft inne.
Mit der Aufhebung der Grundherrschaften wurde der Ort 1849 ein Teil der Gemeinde Pernthon, am 1. Januar 1968 wurde diese nach Schönbach eingemeindet.
Laut Adressbuch von Österreich waren im Jahr 1938 in Aschen ein Gastwirt und mehrere Landwirte ansässig.

## Bodennutzung
Die Katastralgemeinde ist landwirtschaftlich geprägt. 103 Hektar wurden zum Jahreswechsel 1979/1980 landwirtschaftlich genutzt und 187 Hektar waren forstwirtschaftlich geführte Waldflächen. 1999/2000 wurde auf 94 Hektar Landwirtschaft betrieben und 196 Hektar waren als forstwirtschaftlich genutzte Flächen ausgewiesen. Ende 2018 waren 88 Hektar als landwirtschaftliche Flächen genutzt und Forstwirtschaft wurde auf 196 Hektar betrieben. Die durchschnittliche Bodenklimazahl von Aschen beträgt 13,6 (Stand 2010).